# سوق فلسطين للأوراق المالية
سوق فلسطين للأوراق المالية أو بورصة فلسطين، هي سوق الأوراق المالية الوحيدة في فلسطين ومقرها مدينة نابلس.
عقدت أول جلسة تداول في السوق في 18 شباط 1997 وكانت أول بورصة عربية تسمح باستخدام التقنية الإلكترونية والآلية للتداول بالأوراق المالية. وبالرغم من بدايتها المتواضعة، حافظت السوق على نمو مستمر من حيث عدد الشركات المدرجة وعدد جلسات وحجم التداول، فمن عدد قليل فقط من الشركات المدرجة في أوائل 1997، ارتفع عدد الشركات المدرجة إلى ثمان وثلاثين في عام 2009.

## الأدوات المالية المتداولة
رغم أن التقنية الحالية في السوق قادرة على السماح بالتداول بأدوات مالية استثمارية عديدة، إلا أنه يتم حالياً التداول في السوق فقط بالأسهم مع وجود خطط مستمرة للسماح بالتداول بأوراق مالية أخرى في المستقبل. ويتم التداول بأسهم الشركات المدرجة في الغالب بالدينار الأردني بينما البعض الآخر يتم التداول بها بالدولار الأمريكي.

## مؤشر أسعار الأسهم
سمي مؤشر أسعار الأسهم في بورصة نابلس بـمؤشر القدس.

## شركات الوساطة في السوق
اعتمدت السوق ثمن شركات وساطة كأعضاء فيها ويوجد لهذه الشركات مكاتب فرعية في معظم المدن الفلسطينية.

## أداء السوق
برهنت السوق ليس فقط على أنها مرنة وقادرة على التغلب على المعوقات السياسية والاجتماعية والاقتصادية التي واجهتها، وإنما استطاعت أن تكون في مقدمة البورصات العالمية من حيث الأداء، فقد سجل مؤشر القدس رقماً قياسياً وصل إلى 306% في العام 2005. علاوة على ذلك، ارتفعت قيم التداول في العام 2005 لتصل إلى 2.096 مليار دولار، وهذا يمثل أكثر من ضعف قيم التداول لجميع السنوات السابقة ومنذ أول جلسة تداول في 1997 وحتى نهاية 2004، كما ارتفعت القيمة السوقية إلى ما يقرب من 4.5 مليار دولار وهي تكون بذلك بحجم أو أكبر من حجم أسواق الأوراق المالية في سبع من أصل عشر دول أوروبية أعضاء جدد في الاتحاد الأوروبي.